# 252-га піхотна дивізія (Третій Рейх)
252-га піхотна дивізія (Третій Рейх) (нім. 252. Infanterie-Division) — піхотна дивізія Вермахту за часів Другої світової війни.

## Історія
252-га піхотна дивізія була сформована 26 серпня 1939 під час 4-ї хвилі мобілізації в Бреслау у VIII-му військовому окрузі (нім. Wehrkreis VIII).

## Райони бойових дій
- Польща (вересень 1939);
- Німеччина (вересень 1939 — травень 1940);
- Франція (травень — червень 1940);
- Генеральна губернія (червень 1940 — червень 1941);
- СРСР (центральний напрямок) (червень 1941 — жовтень 1944);
- Польща (жовтень 1944 — січень 1945);
- Німеччина (Східна Пруссія) (січень — травень 1945).

## Командування

### Командири
- генерал кінноти Дітер фон Бем-Бецінг (нім. Diether von Böhm-Bezing) (26 серпня 1939 — 24 березня 1942);
- генерал-лейтенант Ганс Шефер (нім. Hans Schäfer) (24 березня 1942 — 1 січня 1943);
- генерал від інфантерії Вальтер Мельцер (нім. Walter Melzer) (1 січня 1943 — 12 жовтня 1944);
- генерал-лейтенант Пауль Дрекманн (нім. Paul Dreckmann) (12 жовтня 1944 — 8 травня 1945).

## Нагороджені дивізії
Нагороджені Сертифікатом Пошани Головнокомандувача Сухопутних військ для військових формувань Вермахту за збитий літак противника
- 28 листопада 1942 — 11-та рота 7-го піхотного полку за дії 2 серпня 1942 (291).

Нагороджені дивізії
|  | Кавалери Нагрудного знаку ближнього бою в золоті                                                           | 1                                                            |
|  | Кавалери Золотого Німецького Хреста                                                                        | 88                                                           |
|  | Кавалери Срібного Німецького Хреста                                                                        | 1                                                            |
|  | Кавалери Лицарського хреста Залізного хреста з Дубовим листям                                              | 1 № 558 генерал від інфантерії Вальтер Мельцер — 23.08.1944) |
|  | Кавалери Лицарського хреста Залізного хреста                                                               | 23                                                           |
|  | Кавалери Почесної відзнаки Сухопутних військ «Почесна застібка на орденську стрічку для Сухопутних військ» | 13                                                           |

- Нагороджені Сертифікатом Пошани Головнокомандувача Сухопутних військ (1)
- Нагороджені Сертифікатом Пошани Головнокомандувача Сухопутних військ за збитий літак противника (1)